# Alfred Rücker
Pour les articles homonymes, voir Rucker.
Alfred Rücker (né le 25 juin 1825 à Wendemuth près de Hambourg - mort le 25 avril 1869 pendant un trajet en train entre Uelzen et Lunebourg) est un juriste, un diplomate et un sénateur hambourgeois.

## Biographie
Rücker grandit à Hambourg avant de fréquenter le lycée Sainte-Catherine de Lübeck. Il commence ensuite des études de droit et obtient son doctorat en 1848 à Heidelberg. L'année suivante, il obtient la citoyenneté de Hambourg et s'y installe comme avocat.
En 1852, il entre au service diplomatique en étant nommé chargé d'affaires pour le conseil de Hambourg à Berlin. Étant couronné de succès dans son action, il est appelé au poste de ministre-résident à Londres après que James Colquhoun soit mort en 1855. Les villes de Brême et de Lübeck l'appellent également. Il devient alors consul général hanséatique et envoyé. Grâce à lui, les barrières douanières sur l'Elbe qui étaient défavorables à la ville sont levées en 1861. Le 19 décembre 1860, Rücker est élu au Sénat de Hambourg, il y restera en poste jusqu'à sa mort.

## Famille
Rücker descend d'une famille de commerçants influents installée à Hambourg. Sa mère est la fille du sénateur Martin Johann Jenisch. Martin Johann Jenisch fils était son oncle et sa tante Marianne était l'épouse du ministre-résident Carl Godeffroy. L'aînée des sœurs de Rücker, Louise, épouse Bernhard Ernst von Bülow dont le fils, Bernhard von Bülow, devient chancelier. La cousine de Rücker, Marie Jenisch, est mariée à Adolf von Grote. Après l'extinction de la branche masculine des Jenisch de Hambourg, son fils Martin Rücker von Jenisch devient l'héritier de Johann Martin Jenisch et change son nom en Jenisch.